# Microphthalmus paraberrans
Microphthalmus paraberrans är en ringmaskart som beskrevs av Hartmann-Schröder 1982. Microphthalmus paraberrans ingår i släktet Microphthalmus och familjen Hesionidae. Inga underarter finns listade i Catalogue of Life.